# Ingoré

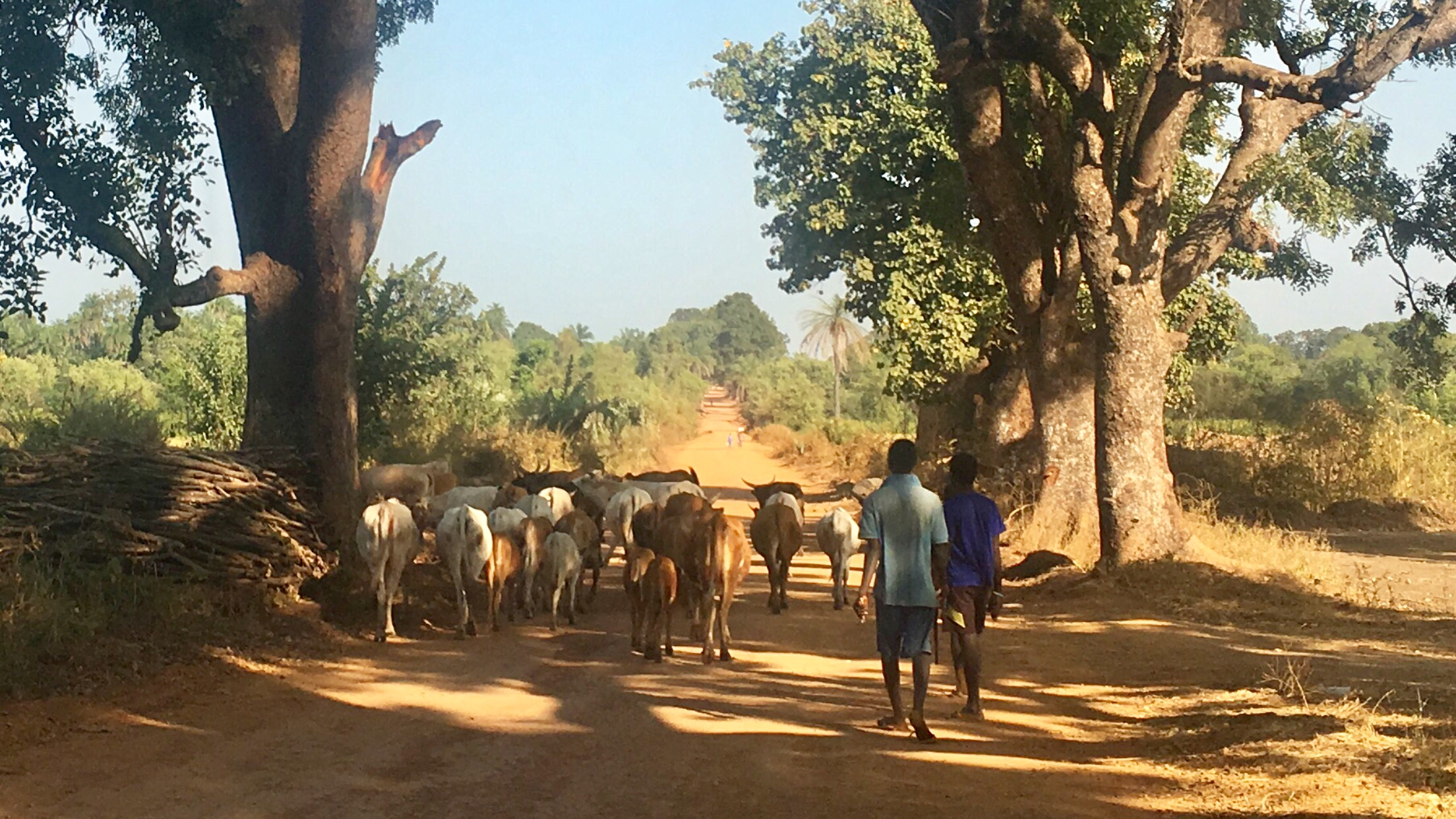
Acerca de Ingoré

Ingoré é uma vila e secção do sector de Bigene, na região do Cacheu, na Guiné Bissau.
A economia gira em torno da produção de caju, estando os produtores locais unidos na cooperativa Buwondena, onde produzem sumo, bolachas e "bife" de caju.

## Infraestrutura
A principal rodovia de ligação de Ingoré ao restante do território nacional é a Estrada Nacional nº 2 (N2/TAH 7/Rodovia Dacar–Lagos), que a liga às localidades de Sedengal e São Domingos (oeste) e, às localidades de São Vicente e Bula (sul). A Estrada Nacional nº 3 (N3) liga Ingoré à cidade de Bigene, sede do sector; esta via rodoviária, de 33 quilómetros, está em más condições.
A vila possui um campus-polo da Escola Normal Superior Tchico Té (ENSTT). A ENSTT oferta basicamente licenciaturas.
A vila dispõe de um hospital. Existe também um aquartelamento das Forças Armadas da Guiné-Bissau.